# Evelyn Forssberg
Evelyn Forssberg, född Ulff 6 april 1864 i Karlskrona, död 24 november 1939 i Valdemarsvik, var en svensk kvinnosakskvinna.
Hon var dotter till kommendör Gustaf Ulff och Carolina, född Bredberg, samt gift med disponenten Karl Forssberg (1860–1937) i Valdemarsvik. 
Evelyn Forssberg var socialt verksam och deltog i det kommunala arbetet, bland annat som ledamot av fattigvårdsstyrelsen i Valdemarsvik. Hon var 1908 ordförande för Föreningen för kvinnans politiska rösträtt i Valdemarsvik. Hon engagerade sig även i Fredrika Bremer-förbundet.
Inför Evelyn Forssbergs 75-årsdag fanns i Östergötlands Dagblad den 5 april 1939 att läsa under rubriken Familjenytt: ”Jubilaren är född i Karlskrona och kom till Valdemarsvik år 1886. I detta samhälle har hon nedlagt ett synnerligen uppoffrande och oegennyttigt arbete inkommen mängd olika ideella föreningar och sammanslutningar, vilket gjort henne vördad och avhållen i vida kretsar. Även i köpingens kommunala liv har hon deltagit, främst då som ledamot av fattigvårdsstyrelsen. Fru Forsberg är mycket litterärt och musikaliskt intresserad och under yngre dagar var hon även en entusiastisk friluftsmänniska.”